# Мерфи, Райан (пловец)
Райан Мерфи (англ. Ryan Murphy; род. 2 июля 1995, Джексонвилл, Флорида) — американский пловец на спине, 5-кратный олимпийский чемпион, многократный чемпион мира, рекордсмен мира на дистанции 100 метров на спине на длинной воде.

## Студенческий спорт
В 2013 году окончил Боллс Скул в Джэксонвилле, вскоре поступив в Калифорнийский университет в Беркли. Выступая во время обучения за команду California Golden Bears, он стал восьмикратным победителем чемпионата Национальная ассоциации студенческого спорта, выиграв заплывы на 100 и 200 ярдов в 2014, 2015, 2016 и 2017 годах. Мёрфи католик, за свой атлетизм он благодарит Бога: «Я верю что Бог дал мне большой талант, за который я навечно благодарен. Моя вера дает мне комфорт, несмотря на то, как завершится заплыв. В конечном итоге я верю ― я знаю ― у Бога есть большие планы на мой счет».

## Спортивная карьера
В 2011 году, в заплыве на 200 метров на спине, Мёрфи завоевал первые медали международных соревнований. На чемпионате мира среди юниоров 2011 года в Лиме, выиграл бронзовую медаль на дистанции 200 метров на спине. Позднее, на Панамериканских играх 2011 года, повторил бронзовый результат на этой же дистанции.
Во время американских квалификационных отборов для участия в летних Олимпийских играх 2012 года, Мёрфи не смог попасть в сборную, заняв 6 место на дистанции 100 метров на спине (53,92) и четвёртое место на 200 метров на спине (1:57,39).
После Олимпийских игр он принял участие в чемпионате мира по плаванию на короткой воде в Стамбуле, где выиграл золотую и бронзовую медали. Третьим финишировал на дистанции 200 метров на спине, за Радославом Кавецкий и Райаном Лохте. Мёрфи также выиграл золотую медаль в комбинированной эстафете 4×100 метров, проплыв в предварительном заплыве.
В 2015 году Райан побил американский рекорд Райана Лохте на дистанции 200 ярдов на спине. Уже в следующем году, пройдя отбор для участия в Олимпийских играх, он выиграл золотые медали на дистанциях 100 и 200 метров на спине и в комбинированной эстафете 4×100 метров вместе с Коди Миллером, Майклом Фелпсом и Натаном Эдрианом. Во время эстафетного заплыва он побил мировой рекорд Аарона Пирсола, показав время 51,85.

## Личные рекорды
| Дистанция      | Время   | Соревнование                 | Дата            | Примечание     |
| -------------- | ------- | ---------------------------- | --------------- | -------------- |
| 100 м на спине | 51,85   | Летние Олимпийские игры 2016 | 13 августа 2016 | Мировой рекорд |
| 200 м на спине | 1:53,62 | Летние Олимпийские игры 2016 | 11 августа 2016 |                |